# Harry Sokal

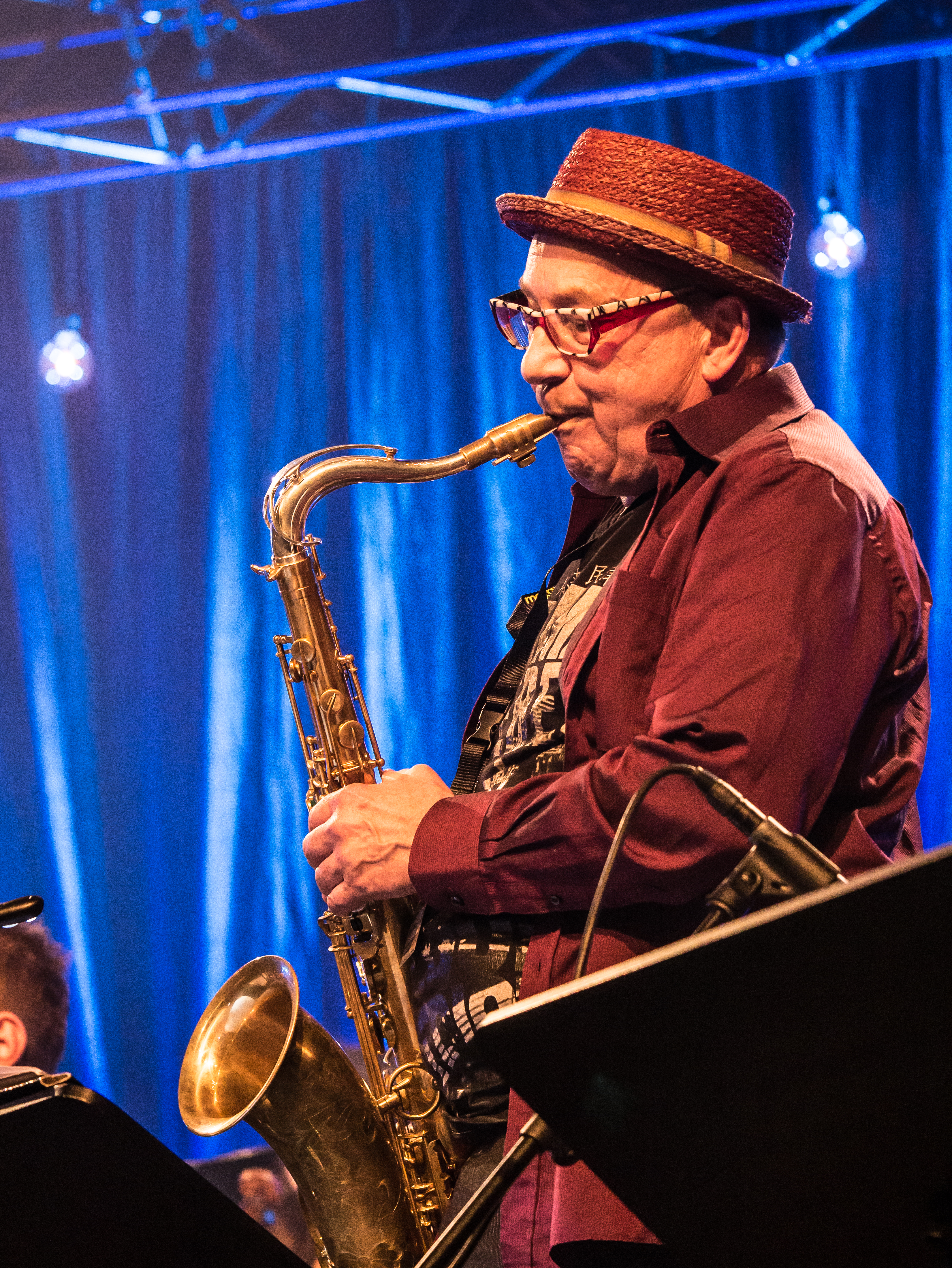
Harry Sokal beim Moers Festival 2015

Harald (Harry) Sokal (* 18. März 1954 in Wien) ist ein österreichischer Jazz-Saxophonist.

## Leben und Wirken
Sokal nahm seit seinem sechsten Lebensjahr Klavier- und Klarinettenunterricht und studierte am Wiener Konservatorium Klarinette und Musiktheorie. 
Zwischen 1977 und 1985 trat er mit seiner eigenen Formation "Timeless" auf und trat 1977  dem Vienna Art Orchestra bei, dem er – mit einer vierjährigen Pause – bis zu dessen Auflösung im Jahr 2010 angehörte. Eines seiner erfolgreichsten Bandprojekte ist die ursprünglich bereits im Jahr 1985 gegründete, 2006 wiederbelebte Gruppe Depart, ein energetisches Saxofontrio mit dem slowakischen Drummer Martin Valihora – der 2013 Jojo Mayer am Schlagzeug ersetzte – sowie Heiri Känzig am Bass, das die alpenländische Musiktradition mit den verschiedensten Formen des zeitgenössischen Jazz verknüpft.
Neben seiner Zusammenarbeit mit einer Vielzahl von großen europäischen und amerikanischen Jazzmusikern wie Art Blakey, Wolfert Brederode, Dave Holland, Wynton Marsalis, Terje Rypdal, Daniel Humair, Michel Portal, Mike Richmond, Mino Cinelu, Friedrich Gulda, Idris Muhammad, Joe Zawinul, Harry Pepl, Gene Jackson, Andy McKee und seiner Mitgliedschaft im legendären Art Farmer Quintett von 1979 bis 1999, initiierte und leitete er eine Vielzahl von Projekten mit nationalen und internationalen Musikern. Sein jüngstes Projekt I remember Art ist eine Hommage an Art Farmer.
Sokal wirkte auch an zahlreichen österreichischen Pop-Produktionen mit, etwa für die von Ludwig Adam gegründete Hallucination Company, Wolfgang Ambros oder Falcos Album Einzelhaft.
Daneben unterrichtete er bis 2019 an der Bruckner-Universität in Linz Saxophon und Improvisation.
2005 wurde er mit dem Hans-Koller-Preis als Musician of the Year ausgezeichnet.

## Diskografie (Auswahl)
Eigene Projekte
- 1996: Rave the Jazz, Pao (SBF Records)
- 1997: Full Circle, Koch Records
- 2001: Roots Ahead, Pao
- 2017: I Remember Art, Alessa Records

Harry Sokal Groove
- 2013: Where Sparks Start to Fly, Cracked Anegg (Lotus Records)

Mit Wolfert Brederode
- 1999: Trinity, A records
- 2010: Stories, Tcb Records

Mit Depart
- 1988: Depart, Moers Music
- 1992: Letters from Nowhere, Plainisphare
- 2006: Reloaded, Act
- 2008: Mountain Messenger Act, Act
- 2014: Refire, Intakt

Mit Art Farmer
- 1981: Foolish Memories, L & R Records
- 1999: Quintett Live at Jazzland, Koch Jazz

Mit Wolfgang Puschnig
- 2002: Red-White-Red & Spangled, Universal Music
- 2005: Voices of Time, Universal Music
- 2006: Things Change, Universal Music

Mit Timeless
- 1981: Dreams, Bellaphon